# Chionaema guizonis
Chionaema guizonis là một loài bướm đêm thuộc phân họ Arctiinae, họ Erebidae.